# Minister des königlichen Hauses (Preußen)
Der Minister des königlichen Hauses war in Preußen zuständig für die Verwaltung der Krongüter und die Wahrung anderer königlicher Rechte.

## Staatsrechtliche Stellung
Das Hausministerium war bis zur Märzrevolution offiziell Teil des Staatsministeriums. Wegen seiner besonderen Aufgabe hatten die jeweiligen Amtsinhaber nur selten an den Sitzungen der Regierung teilgenommen. Nach 1848 war der Hausminister formell eine mit dem Oberstkämmereramt verbundene Hofbehörde. Es war nicht mehr Teil des preußischen Staatsministeriums.

## Aufgaben
Dem Ministerium untergeordnet waren unter anderem das Heroldsamt, das Archiv des königlichen Hauses, die Verwaltung der Familiengüter sowie des Familienfideikommiss. Neben dem geheimen Kabinett diente es auch zur Erledigung von Gnadensachen und war zur Durchführung königlicher Befehle zuständig, die nicht in die Verantwortung der Regierung fielen.

## Minister des königlichen Hauses
| Name                                    | Amtsantritt | Amtsaustritt | Bild                                                                        |
| --------------------------------------- | ----------- | ------------ | --------------------------------------------------------------------------- |
| Wilhelm zu Sayn-Wittgenstein-Hohenstein | 1819        | 1851         | Ludwig von Massow · Alexander von Schleinitz · Otto zu Stolberg-Wernigerode |
| Ludwig von Massow (interim)             | 1851        | 1851         | Ludwig von Massow · Alexander von Schleinitz · Otto zu Stolberg-Wernigerode |
| Anton Graf zu Stolberg-Wernigerode      | 1851        | 1854         | Ludwig von Massow · Alexander von Schleinitz · Otto zu Stolberg-Wernigerode |
| Ludwig von Massow (interim)             | 1854        | 1856         | Ludwig von Massow · Alexander von Schleinitz · Otto zu Stolberg-Wernigerode |
| Ludwig von Massow                       | 1856        | 1858         | Ludwig von Massow · Alexander von Schleinitz · Otto zu Stolberg-Wernigerode |
| Alexander von Schleinitz                | 1861        | 1885         | Ludwig von Massow · Alexander von Schleinitz · Otto zu Stolberg-Wernigerode |
| Otto zu Stolberg-Wernigerode            | 1885        | 1888         | Ludwig von Massow · Alexander von Schleinitz · Otto zu Stolberg-Wernigerode |
| Wilhelm von Wedel                       | 1888        | 1907         | Ludwig von Massow · Alexander von Schleinitz · Otto zu Stolberg-Wernigerode |
| August zu Eulenburg                     | 1907        | 1918         | Ludwig von Massow · Alexander von Schleinitz · Otto zu Stolberg-Wernigerode |

## Dienstlokal
Lange Zeit residierte der Minister im Berliner Stadtschloss, die Verwaltung war zeitweilig auf andere königliche oder sonstige Liegenschaften verteilt. Mit dem 1858 gekauften Palais in der Wilhelmstraße 73 bekam das Ministerium erstmals ein zusammenhängendes Dienstgebäude.